# بیستگانی
بیستگانی حقوق و مواجبی بوده است که چهار بار در سال به سپاهیان و غلامان می‌داده‌اند. این رسم در در دیوان خراسان رواج داشته است و از سدهٔ ۴ قمری در منابع فارسی به کار رفته است. بیستگانی که چهار بار در سال پرداخت می‌شد از حساب جند که دو بار در سال و حساب مرتزقه که سه بار در سال پرداخت می‌شد، جدا بود. فرماندهان هم مقرری ماهانه داشته‌اند که مشاهره نام داشت.
بیستگانی به صورت نقدی و با درهمهای نقره به ویژه هنگام تجهیز سپاه پرداخت می‌شد. گاه بیستگانی یک سالهٔ سپاه را در یک نوبت می‌دادند.
در زمان صفاریان طی تشریفاتی خاص «عارض» لشکر، بیستگانی را نخست به امیر صفاری و سپس به ترتیب مقامات به لشکریان می‌داد و تنها سپاهیانی آن را دریافت می‌کردند که همهٔ ادوات و لوازم مورد نیاز یک سپاهی را داشتند و گرنه از دریافت آن‌محروم می‌شدند.
پرداخت بیستگانی در دولت سامانیان از همهٔ دولتهای شرقی منظم‌تر و بیشتر بود.
این عبارت را به عربی «العشرینیه» می‌گفته‌اند. دربارهٔ اصل و اشتقاق کلمهٔ بیستگانی اختلاف نظر وجود دارد. برخی بر اساس کاربرد واژه‌های بیستگان و سی‌گان برای دسته‌های ۲۰ و ۳۰ نفری بیستگانی را عبارت از دسته‌های ۲۰ نفری سپاهیان که برای دریافت حقوق حاضر می‌شدند، می‌دانند، برخی می‌گویند شاید در بیستم ماه پرداخت می‌شده است و ازین رو بیستگان نامیده شده
و برخی بر آنند که شاید پولی بوده است به‌وزن بیست مثقال.
در ادبیات فارسی «بیستگانی‌خوار» به معنای حقوق‌بگیر آمده است.
منوچهری دامغانی می‌گوید:
| یکی را ز بُن بیستگانی نبخشی |  | یکی را دوباره دهی بیستگانی |